# Diactis procera
Diactis procera är en mångfotingart som beskrevs av Shelley 1996. Diactis procera ingår i släktet Diactis och familjen Schizopetalidae. Inga underarter finns listade i Catalogue of Life.